# 神田三崎町
神田三崎町（日语：／ Kanda-Misakichō */?）是東京都千代田區的地名，實施住居表示，下分一丁目至三丁目。人口為875人。郵遞區號101-0061。

## 概要
江戶時代時，大名與旗本在此建立武家屋敷，稱為神田小川町，後幕府設立講武所。1866年（慶應2年）11月講武所廢止，由陸軍所接收。明治時代為陸軍練兵場。
1890年（明治23年）陸軍練兵場被三菱社買下，開始開發。

## 地理
位於東京都千代田區北部，北與文京區後樂、本鄉之間以神田川為界，東鄰神田猿樂町，南接千代田區西神田，西與千代田區飯田橋之間以日本橋川為界。
神田三崎町在水道橋車站站前，為商業地區，多辦公大樓與商店。，另也有大學等教育設施。

## 歷史
JR水道橋站南側有座三崎稻荷神社。傳聞創建時間早於鎌倉時代初期的建久年間（1190～1199），是頗具歷史的神社。江戶時代，三代將軍家光崇敬三崎稻荷，參勤交代的大名在登城前必定前往三崎稻荷參拜淨化身心。因此三崎稻荷也稱「淨化稻荷」。
1870年（明治五年）成立三崎町。原為安靜的武家地，明治中期劇場與餐廳逐漸增加，轉變為喧鬧的歡樂街。三崎町二丁目因有三座劇場而稱三崎三座。

### 地名由來
此地過去為「三崎村」而得名。古時，現在的大手町至日比谷與新橋周邊是一片淺「海日比谷入江」。傳聞此地是突出的「海岬」（ミサキ），後逐漸演變為同音的「三崎」。

### 沿革
- 1967年]（昭和42年）4月1日－實施住居表示[3]。

### 町名變遷
| 實施後       | 實施年月日   | 實施前（各町名部分地區）           |
| ------------ | ------------ | ---------------------------------- |
| 三崎町一丁目 | 1967年4月1日 | 神田三崎町一丁目，神田駿河台二丁目 |
| 三崎町二丁目 | 1967年4月1日 | 神田三崎町一丁目，神田三崎町二丁目 |
| 三崎町三丁目 | 1967年4月1日 | 神田三崎町二丁目                   |

## 設施
三崎町一丁目
地域東部。白山通與錦華通之間。以辦公室、學校為主。
- 日本大學經濟學部（日语：日本大学経済学部）本館
- 大原學園（日语：学校法人大原学園）（大原預備校）
- TAC（日语：TAC (予備校)）水道橋校
- 東洋高等學校（日语：東洋高等学校）
- Menicon（日语：メニコン）東京水道橋大樓
- 日本基督教團三崎町教會（日语：日本基督教団三崎町教会）
- 東京庭之飯店（庭のホテル 東京）

三崎町二丁目
地域中部。白山通與水道橋西通之間。三崎神社通過本區。區內有各式大樓、商店與學校。
- 日本大學法學部（日语：日本大学法学部）（本館、2號館、3號館、4號館、5號館）
- 日本大學經濟學部（7號館）
- 日本大學通信教育部（本館：事務局、研究室、通信設備。1號館在相鄰的西神田二丁目）
- 東京齒科大學（日语：東京歯科大学）
- LEC大學（日语：LEC東京リーガルマインド大学）
- TAC水道橋站前校舍
- 東京法科學院專門學校（日语：東京法科学院専門学校）
- 多玩國創意學校（日语：ドワンゴクリエイティブスクール）
- 紀州鐵道本社
- 鐵建建設（日语：鉄建建設）本社
- 三崎稻荷神社

三崎町三丁目
地域西部。水道橋西通與日本橋川之間。學校、辦公室、出版社等。
- 東京動畫師學院（日语：東京アニメーター學院）
- 內海學園東京學院
- 日冷水道橋大樓
- 倫理研究所（日语：倫理研究所）
- 人文社（日语：人文社）
- 棒球雜誌社（日语：ベースボール、マガジン社）
- 少年畫報社
- 造船會館

## 交通
鐵路
- JR東日本水道橋站（■中央、總武線（各站停車））

道路
- 東京都道301號白山祝田田町線（白山通（日语：白山通り））
- 水道橋西通（水道橋西通り）
- 三崎神社通（三崎神社通り）

首都高速道路、出入口
- 首都高速5號池袋線

## 備註
1. ↑  町丁別世帯数および人口（住民基本台帳）：平成25年7月1日現在-千代田区総合ホームページ 的存檔，存档日期2013-10-23.
2. ↑  .   [2013-08-02]. （原始内容存档于2020-09-23）.
3. ↑  同年4月11日，自治省告示第81號「住居表示が實施された件」